# Willys M38
Willys M38 – wojskowy samochód osobowo-terenowy konstrukcji amerykańskiej, z okresu po II wojnie światowej.

## Historia
Podczas II wojny światowej podstawowym lekkim samochodem osobowo-terenowym armii amerykańskiej stał się Willys MB, znany popularnie jako "Jeep". Będąc bardzo udanym samochodem, pozostawał na wyposażeniu wojska także po wojnie, aczkolwiek znaczna ich część została sprzedana w ramach redukcji armii do stanu pokojowego. Produkcję wojskowego jeepa Willys MB zakończono w 1945 roku, zamiast tego rozwijano jego cywilną wersję CJ. Po zaangażowaniu się USA w wojnę koreańską w 1950 roku, wojsko amerykańskie odczuło jednak niedobór samochodów terenowych. W odpowiedzi na tę potrzebę, firma Willys-Overland szybko opracowała nowy model MC, na bazie cywilnego modelu CJ3A. Został on standaryzowany jako M38 truck, ¼ ton, 4x4 – ciężarówka ćwierćtonowa z napędem 4x4 (M38 było oznaczeniem wojskowym – model 38).
Modyfikacje nie były daleko idące i obejmowały 24-voltową instalację elektryczną, umożliwiającą zastosowanie radiostacji, modyfikację tylnego zawieszenia i możliwość wyposażenia w zestaw do brodzenia w wodzie do 1,88 m głębokości. Samochód ponadto otrzymał wojskowe oświetlenie: przysłonięte światła pozycyjne w miejsce przednich kierunkowskazów, przysłonięte światło drogowe na lewym błotniku oraz osłony z cienkich prętów na światłach drogowych. Podobnie, jak bazowy model CJ3A, nie odbiegał on w znacznym stopniu od wojennego Willysa MB – głównymi różnicami wizualnymi były: osłona chłodnicy z 7 pionowymi szczelinami zamiast 9 i z większymi reflektorami, mocowanymi od zewnątrz osłony, inna jednoczęściowa składana szyba przednia z otworami wentylacyjnymi w dolnej części, przeniesienie narzędzi saperskich (łopaty i siekiery) z lewej na prawą stronę nadwozia oraz umieszczenie po lewej stronie nadwozia wlewu paliwa. Ponadto, samochód miał większe koła 7,00x16. Silnik pozostał modyfikacją jednostki napędowej Go-Devil stosowanej w wojennych jeepach, o mocy 60 KM.
Jeep M38 mógł przewozić ładunek użyteczny 544 kg po drodze lub 363 kg w terenie i ciągnąc przyczepę o masie 907 kg po drodze lub 680 kg w terenie. Prędkość maksymalna wynosiła 88,5 km/h po drodze, zasięg 362 km, pokonywane wzniesienia 65%, pokonywane brody bez przygotowania 93,9 cm.
Wyprodukowano około 45.500 jeepów M38, między wrześniem 1950 a lipcem 1952. Był on produkowany także na licencji w Kanadzie jako M38CDN – kanadyjskie zakłady Forda (Ford of Canada) zbudowały 2135 samochodów między lutym a listopadem 1952. Jego następcą był model M38A1, znacznie różniący się zewnętrznie i wyposażony w mocniejszy silnik.